# 192. Infanterie-Division (8. Königlich Sächsische)
Die 192. Infanterie-Division (8. Königlich Sächsische) war ein Großverband der Sächsischen Armee im Ersten Weltkrieg.

## Geschichte
Die Division wurde am 9. Juni 1916 gebildet und nach ihrer Aufstellung ausschließlich an der Westfront eingesetzt. Nach Kriegsende wurde der Großverband 1919 demobilisiert und aufgelöst.

### Gefechtskalender

#### 1916
- 12. Juni bis 9. September – Schlacht um Verdun
  - 30. Juni bis 8. August – Kämpfe im Walde von Avocourt
  - 2. bis 9. September – Kämpfe um Fleury und im Chapitre-Wald
- ab 9. September – Stellungskämpfe vor Verdun

#### 1917
- 01. Januar bis 31. Dezember – Stellungskämpfe vor Verdun
  - 12. August bis 9. Oktober – Abwehrschlacht bei Verdun

#### 1918
- bis 8. Mai – Stellungskämpfe vor Verdun
- 13. Mai bis 7. August – Kämpfe an der Ancre, Somme und Avre
- 08. bis 12. August – Abwehrschlacht zwischen Somme und Avre
- 13. bis 27. August – Abwehrschlacht zwischen Somme und Oise
- 29. August bis 15. September – Stellungskämpfe zwischen Maas und Mosel
- 12. bis 14. September – Schlacht von St. Mihiel
- 15. September bis 1. Oktober – Stellungskämpfe in der Woëvre-Ebene und westlich der Mosel
- 02. Oktober bis 11. November – Abwehrschlacht in der Champagne und an der Maas
  - 8. Oktober bis 11. November – Abwehrkämpfe zwischen Maas und Beaumont
- ab 12. November – Räumung des besetzten Gebietes und Marsch in die Heimat

## Gliederung

### Kriegsgliederung vom 4. Februar 1917
- 192. Infanterie-Brigade
  - Infanterie-Regiment Nr. 183
  - Infanterie-Regiment Nr. 192
  - Reserve-Infanterie-Regiment Nr. 245
  - 1. Eskadron/Sächsisches Reserve-Husaren-Regiment
  - Feldartillerie-Regiment Nr. 192
- Stab Pionier-Bataillon Nr. 192
  - Pionier-Kompanie 192
  - 4. Kompanie/Pionier-Bataillon Nr. 22
- Scheinwerferzug Nr. 192
- Minenwerfer-Kompanie 404
- Fernsprech-Doppelzug 192

### Kriegsgliederung vom 28. April 1918
- 192. Infanterie-Brigade
  - Infanterie-Regiment Nr. 183
  - Infanterie-Regiment Nr. 192
  - Reserve-Infanterie-Regiment Nr. 245
  - 1. Eskadron/Sächsisches Reserve-Husaren-Regiment
- Artillerie-Kommandeur Nr. 192
  - Feldartillerie-Regiment Nr. 192
- Pionier-Bataillon Nr. 192
- Divisions-Nachrichten-Kommandeur Nr. 192

## Kommandeure
| Dienstgrad      | Name                           | Datum                                 |
| --------------- | ------------------------------ | ------------------------------------- |
| Generalmajor    | Woldemar Vitzthum von Eckstädt | 09. Juni 1916 bis 14. April 1917      |
| Generalmajor    | Otto Löffler                   | 15. April 1917 bis 11. September 1918 |
| Generalleutnant | Max Leuthold                   | 12. September 1918 bis 1919           |